# NGC 3227
NGC 3227是與矮橢圓星系NGC 3226交互作用中的一個螺旋星系。這兩個星系是列在特殊星系圖集中幾個橢圓星系和螺旋星系成為夥伴的例子之一，這兩個星系都位於獅子座。
威廉·赫歇爾爵士早已認出它們是'雙重星系'，並將它們列入雙重和多重星系表中，編號為Holm 187，在特殊星系圖集中的編號是阿普 94。業餘的望遠鏡雖然分辨出它們，但倍率至少要一百倍以上。它們位在獅子座著名的雙星系統軒轅十二東方50' 之處。

## 核心
NGC 3227包含賽佛特星系核，是一種活躍星系核 (AGN)，這種賽佛特星系的核心典型，都包含了超大質量黑洞。  
像許多AGN一樣，NGC 3227的核心已經確認是X射線的發射源，變化的範圍從幾個小時到幾個月都曾發生過。造成變化的原因可能是密度的改變或是電離的氣體和塵埃吸收AGN附近發射的X射線。在核心佔有0.4秒差距 (1.3光年)直徑範圍內的一團氣體能吸收大量的X射線，在2000年至2001年對X射線光譜形狀的觀測，認為有些吸收X射線的氣體位在距離核心的10至100光日的範圍內。
在1977年核心的光度曾達到一個最大值，同時觀測也認為長期以來在一側或兩側都有氣流噴發的證據被觀測到。
有些X射線的輻射是在吸積盤上被加工過，經過一或二天才以可見光的形式再輻射出來。來自炙熱塵埃隆起部分的紅外線輻射，大約還要比光學輻射遲滯20天才會從NGC 3227的核心輻射出來。在NGC 3227與類似的星系中，塵埃隆起部分的溫度大約在1,500至1,800K。

## 外部連結
- Glen Youman's Astrophotos of NGC 3226 and NGC 3227（页面存档备份，存于）
- Cosmic Voyages webpage on NGC 3226 and NGC 3227
- Spitzer observations of the interacting galaxy pair
- Long-term variability of the optical emission lines in the nuclear spectrum of the Seyfert galaxy NGC 3227, Pronik et al, Active Galaxies Newsletter, No. 98（页面存档备份，存于）
- Reverberation Measurements of the Inner Radius of the Dust Torus in Nearby Seyfert 1 Galaxies, Suganuma et al, ApJ, March 2006, vol. 639[永久]